# جوناثان بيوركلاند
جوناثان بيوركلاند هو لاعب هوكي جليد سويدي، ولد في 1 مايو 1994 في السويد.

## وصلات خارجية
- جوناثان بيوركلاند على موقع EliteProspects.com (الإنجليزية)